# Милли (собака)
Милдред («Милли») Керр Буш (англ. Mildred «Millie» Kerr Bush; 12 января 1985 — 19 мая 1997) — собака президента США Джорджа Буша-старшего породы английский спрингер-спаниель.
Стала широко известна тем, что попала в Книгу рекордов Гиннесса. «Книга Милли», написанная в виде её автобиографии, была продана в количестве 400 тысяч экземпляров, что принесло доход в 900 тысяч долларов. Это больше дохода самого хозяина в 4 раза.
Милли умерла в 1997 году от пневмонии в возрасте 12 лет.
В честь неё был назван собачий парк в Хьюстоне.